# USS Thornhill (DE-195)
Lo USS Thornhill (codice e numero d'identificazione DE-195) è stato un cacciatorpediniere di scorta della United States Navy, appartenente alla classe Cannon varata in grandi numeri nel corso della seconda metà della seconda guerra mondiale. Il cacciatorpediniere partecipò ad alcune azioni militari in Oceano Atlantico e dal gennaio 1945 sul fronte dell'Oceano Pacifico, sebbene i suoi compiti primari fossero la difesa e la protezione dei convogli. Posto provvisoriamente in riserva il 17 giugno 1947, il 10 gennaio 1951 fu ceduto con i gemelli USS Wesson e USS Gandy alla Marina Militare.

## Aldebaran (F 590)
Con l'entrata in servizio nella Marina Militare la nave venne ribattezzata Aldebaran diventando unità eponima della stessa classe) e  assegnato il nuovo distintivo ottico F 590.

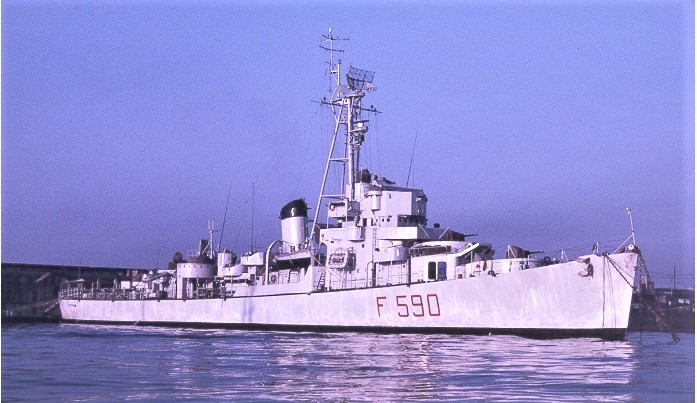
lAldebaran nel 1967

Entrate in servizio insieme alle unità Classe Artigliere, il Thornhill e le unità sorelle erano state cedute nel quadro di un programma di potenziamento navale avviato nel 1950, afferente alla NATO: inizialmente utilizzate come avviso scorta,  queste unità nel 1957 furono riclassificate fregate e a partire dal 1962 vennero classificate corvette. 
Nel 1976, ormai obsoleta e logorata, l'unità fu posta in disarmo e avviata alla demolizione.